# Массовое убийство в школе «Бат»
Бо́йня в шко́ле Бата (англ. Bath School Massacre или также именуемое Bath School Disaster, что дословно означает «катастрофа школы Бата») — самое крупное за всю историю США массовое убийство в школе, произошедшее в среду 18 мая 1927 года в городе Бат (англ. Bath), штат Мичиган, США. Погибли 44 человека (38 учеников младших классов и 6 взрослых), пострадали по крайней мере 58 человек. Большинство жертв были учениками 2—6 классов (в возрасте от 7 до 14 лет). До теракта в Оклахома-Сити этот инцидент также был самым кровопролитным актом насилия с применением взрывных устройств на территории США.
Согласно официальной версии, местный фермер Эндрю Кихо понёс убытки из-за дополнительного налога, который был введён специально для сбора средств на постройку здания школы. Пользуясь своим положением участника школьного совета, Кихо  на протяжении нескольких месяцев проносил в здание взрывчатку и в назначенное время осуществил серию взрывов, уничтоживших его ферму, северное крыло школы и грузовик вблизи толпы, что послужило причиной смерти множества людей и его самого. Следствие установило, что преступник не имел сообщников и намеревался разрушить всё школьное здание.

## Место происшествия
Городок Бат был основан в 1839 году под названием Оссова (был переименован в 1843 году) и располагается в десяти милях к северо-востоку от Лансинга, штат Мичиган. Территория изначально была неинкорпорированной и в начале 1920-х годов являлась в основном сельскохозяйственной. В 1927 году население составляло 300 человек.
До появления здания обучение в Бате проходило в закрытых однокомнатных школах, где учащихся разных классов обучал в одном классе один учитель. Преподаватели считали, что школьное здание позволит детям получить более полное образование. В 1922 году в ходе дебатов было одобрено создание нового школьного округа, а также введение налога на финансовую поддержку. На момент открытия школы в ней было зарегистрировано 236 учащихся 1 – 12 классов.

## Нападавший

### Мотивы
Террорист  — 55-летний Эндрю Филип Кихо — был известен как интеллигентный и трудолюбивый человек, но при этом не терпевший несогласие с его мнением и достаточно жестокий по отношению к собственным животным. Несмотря на характер, Кихо обладал положительной репутацией и входил в совет по школьному образованию. В 
1925 году он был избран на пост местного делопроизводителя, однако позже, весной 1926 года, в ходе выборов был смещён с должности, чем был разгневан. По мнению одного из соседей Эм-Джея Эллсворта, Кихо именно тогда начал вынашивать план мести общине за поражение. Также известно, что преступник был против дополнительного налога на собственность, который собирали с целью финансирования постройки школьного здания: Кихо считал, что именно этот дополнительный налог привёл его к финансовым проблемам, в результате которых террорист лишился права выкупа закладной на свою ферму. В июне 1926 года ипотечная компания прислала ему уведомление о скорой конфискации имущества. 
Помимо этого, было установлено, что Кихо конфликтовал с погибшим при последнем взрыве суперинтендентом Эмори Хайком, обвиняя его в «финансовой небрежности». 
Возможно, также сыграло роль неизлечимое заболевание (туберкулёз) жены Кихо с неутешительным прогнозом врачей.
В день теракта на ограде бывшей фермы Кихо была обнаружена деревянная табличка с надписью «Criminals are made, not born» («Преступниками становятся, а не рождаются»). Это также подтвердило версию, что Кихо считал виновными в своих трудностях односельчан и задался целью отомстить за разорение.

### Подготовка
В середине 1926 года Кихо закупил свыше тонны пиротола, в ноябре того же года две коробки динамита. Используемая взрывчатка применялась фермерами для проведения земельных работ, поэтому факт её приобретения не вызывал подозрений. Какое-то время соседи Кихо слышали частые взрывы с его территории, в связи с чем его прозвали «динамитный фермер». В декабре, согласно полицейским сводкам, Кихо приобрёл винтовку «Винчестер» 54-й модели. 
Около ста килограмм динамита Кихо тайно проносил в школу на протяжении нескольких месяцев. После трагедии следователи полиции штата Мичиган обнаружили, что большая часть динамита была украдена со стройплощадки моста и Кихо проходил по этому делу подозреваемым. Всего спасателями было обнаружено около 500 фунтов (230 кг) невзорвавшейся взрывчатки, установленной всюду по основанию южного крыла школы — в шести отрезках канатной трубы, трёх бамбуковых удилищах и так называемых «стержнях ветряной мельницы», которые были помещены в потолок подвала. К взрывчатке был подсоединён будильник, который должен был сработать как таймер в 8:45 утра. Предположительно, первоначальный взрыв мог вызвать короткое замыкание, которое предотвратило детонацию. Помимо этого, рядом был найден контейнер с бензином. По задумке Кихо, пары бензина, рассеиваясь по подвалу, должны были воспламениться от искры.

## Массовое убийство

### Пожар на ферме
В период с 16 по 18 мая 1927 года Кихо сначала убил свою жену Эллен "Нелли" Кихо после её возвращения из клиники, ударив её по голове тяжёлым предметом. 
18 мая в 8:45 Кихо поджёг ферму с помощью зажигательных бомб. Позже пожарные обнаружили тело жены Кихо в тележке возле курятника. Вокруг лежали серебро, драгоценности и металлический сейф с пеплом от сгоревших денежных банкнот. Все животные на ферме заранее были связаны для того, чтобы гарантированно погибнуть в огне. 
Сидни Джей Хоуэлл, бывший с преступником в дружеских отношениях, позже утверждал, что вместе с соседом Мелвином Армстронгом видели, как Кихо вышел из горящего дома и побежал к сараю. Мужчины планировали оказать помощь и отправились туда. Кихо выехал из дыма на своём грузовике марки «Форд» и остановился возле них. Выйдя из машины, он вытащил воронку, торчащую из бензобака, заглянул внутрь и закрыл его. «Ребята, друзья мои, не идите туда, отправляйтесь к школе» — сказал он. Хоуэлл и Армстронг повернулись и направились к дороге, Кихо неторопливо сел за руль грузовика и уехал.

### Взрыв в школе
В 8:45 взорвалось северное крыло школьного здания. В результате взрыва погибло 37 человек (35 детей и двое взрослых). Учительница Бернис Стерлинг вспоминала: «Когда это случилось, дети, парты и книги взлетели в воздух. Детей подняло высоко, многих выбросило из здания».
Монти Эллсворт: «Пятеро или шестеро детей лежали под крышей и у некоторых из них торчали руки, у некоторых головы. Они были неузнаваемы из-за того, что были покрыты пылью, штукатуркой и кровью. Нас было недостаточно, чтобы сдвинуть крышу».
Очевидец Роберт Гейтс: «Одна мать вслед за другой бежала к школьному двору, требовала ответа, что случилось с её ребёнком, и, увидев безжизненное тело, лежащее на земле, всхлипывая, падала в обморок. Более ста мужчин разрывали обломки, и столько же женщин в отчаянии перебирали доски и кирпичи в поисках своих детей».

### Суицид нападавшего
Спустя примерно полчаса Кихо подъехал к школе. По словам Эллсворта, он улыбался и махал толпе рукой. Выйдя из салона, Кихо подозвал суперинтендента Эмори Хайка. Очевидец Роберт Хоусон утверждал, что видел, как двое мужчин схватились за некое вытянутое оружие, прежде чем Кихо активировал бомбу в грузовике. В результате взрыва погиб он сам, Хайк и ещё один взрослый. 
Восьмилетний ученик Клео Клейтон скончался от ранений, нанесённых обломками автомобиля. 
Начальник почтового отделения Гленн Смит лишился ноги при взрыве, также получил тяжёлые ранения обломками и скончался днём позже. 
22 августа 1927 года 10-летняя Беатрис Гиббс скончалась от полученных травм. Спустя год после взрыва умер девятилетний Ричард Фриц — причиной смерти стал миокардит, вызванный инфекцией, полученной при ранении.

## Пресса
На следующий день, 19 мая 1927 года, массовое убийство в школе Бата стало главной новостью на первых полосах The New York Times, газетные заголовки по всей стране характеризовали Кихо как маньяка, безумца и изверга. Однако спустя сутки, 20 мая 1927 года, трагедия оказалась «в тени» национального успеха, разделив заголовки с мировым событием — первым одиночным трансатлантическим перелётом Чарльза Линдберга из Нью-Йорка в Париж.

## Расследование
Следствие по делу началось на следующей неделе, начиная с 23 мая. Прокурор округа Клинтон провёл судебное разбирательство, в ходе которого более пятидесяти человек дали показания перед присяжными. Судья потребовал определить, виновен ли школьный совет в произошедшем. Спустя чуть больше недели судья оправдал сотрудников школьного совета. В своем приговоре присяжные пришли к выводу, что Кихо «действовал сознательно и так скрыл свои действия, что не было причин подозревать его, и мы также заявляем, что школьный совет и дворник школы Фрэнк Смит не были виновны в какой-либо небрежности, повлекшей нераскрытие плана Кихо». Ферма Кихо была полностью обследована на предмет наличия скрытых взрывчатых веществ.
Ку-клукс-клан, членом которого по слухам являлся шериф округа Клинтон, распечатали пять миллионов листовок, где в теракте обвинялся католицизм в США, аргументируя тем, что Кихо был воспитан как католик. Сама Католическая церковь утверждала, что у неё были свои претензии к Кихо: он и его жена первое время после венчания посещали церковь в Текамсе, однако после открытия нового святилища и предъявления Кихо, что он должен внести членский взнос в 400 долларов, супруги сразу же покинули очередное собрание.

## Итоги
5 сентября 1927 года занятия возобновились и в период с 1927 по 1928 года проводились в городской усадьбе Бата, на двух предприятиях розничной торговли и в здании муниципального управления. Совет назначил новым суперинтендентом О. М. Бранта, а также на пожертвованные впоследствии средства построил новое крыло школьного здания. 15 сентября республиканский американский сенатор штата Мичиган и филантроп Джеймс Казинс выписал чек на сумму в 75 000 долларов США (примерно 1 100 000 долларов США на сегодняшний момент) в поддержку строительства новой школы. 18 августа 1928 года была организована Сельскохозяйственная школа имени Джеймса Казинса, названная в честь сенатора, а в 1975 году здание было окончательно снесено. Участок был переделан в Мемориальный парк Джеймса Казинса, посвящённый жертвам, с куполом бывшего здания по центру.  
Участок, где располагалась ферма Кихо, был продан на аукционе для оплаты ипотеки. Сам Кихо был похоронен на кладбище Сейнт-Джонса округа Клинтон в безымянной могиле, его жена была похоронена в Лансинге под девичьей фамилией.